# Спиські Ганушівці
Спиські Ганушівці або Спиське Ганушовце (словац. Slovenská Ves) — село в Словаччині, Кежмарському окрузі Пряшівського краю. Розташоване на півночі східної Словаччини в Спиській Маґурі в долині потока Рєка.
В селі є готичний римо-католицький костел св. Андрія з 12 століття, у 17 столітті перебудований в стилі бароко а в 1858 році в стилі класицизму.

## Історія
Вперше село згадується у 1311 році.

## Населення
| Рік:            | 1994. | 2004.   | 2014.    | 2024.   |
| --------------- | ----- | ------- | -------- | ------- |
| Кількість осіб: | 669   | 651     | 757      | 781     |
| Різниця:        |       | -2,69 % | +16,28 % | +3,17 % |

| Рік:            | 2023. | 2024.   |
| --------------- | ----- | ------- |
| Кількість осіб: | 770   | 781     |
| Різниця:        |       | +1,42 % |

В селі проживає 748 осіб.
Національний склад населення (за даними останнього перепису населення — 2001 року):
- словаки — 98,63 %
- поляки — 0,30 %
- чехи — 0,15 %

Склад населення за приналежністю до релігії станом на 2001 рік:
- римо-католики — 96,97 %,
- греко-католики — 1,06 %,
- протестанти — 0,61 %,
- не вважають себе віруючими або не належать до жодної вищезгаданої церкви — 1,36 %